# Estebanillo González

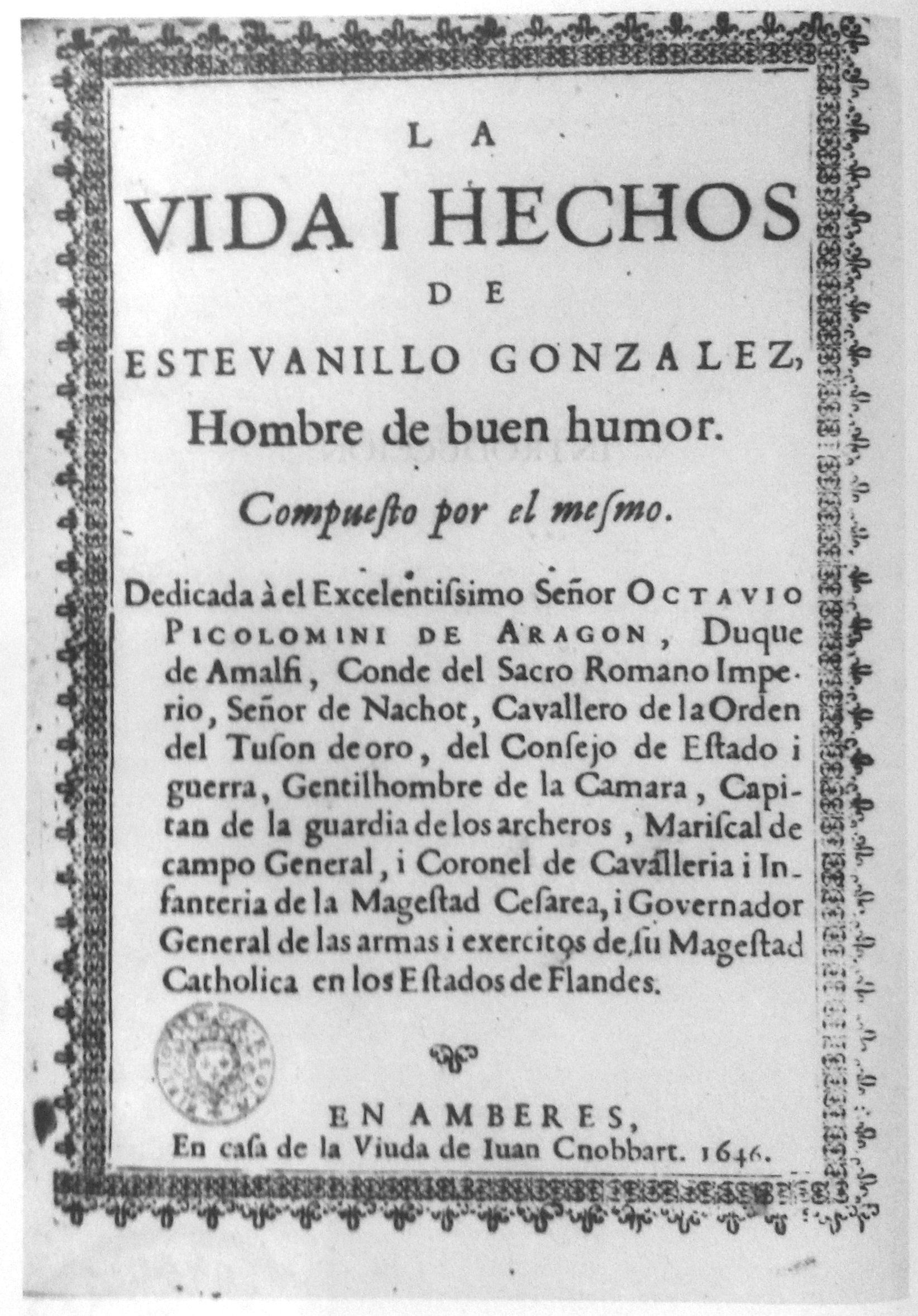
Photographie d'Adrián Estévez (gl:User:Estevoaei) dérivée de la page de titre originale conçue en 1646 à l'imprimerie Viuda de Iuan Cnobbart (Antuerpen).

La vida y hechos de Estebanillo González, hombre de buen humor, compuesta por él mismo, connu comme Estebanillo González, est l'un des derniers romans picaresques espagnol, édité à Anvers par la veuve de Juan Cnobbaert en 1646.

## Intrigue
Né en Galice et élevé à Rome, Estebanillo se présente comme un « centáuro a lo picaro », mi-homme (pour sa partie romaine), mi-bête (pour son origine galicienne). En raillant cette dernière et le rang d’hidalgo de son père, le narrateur semble sacrifier à un lieu commun du roman picaresque, celui de la généalogie infamante. Quoi qu’il en soit, cette incertitude identitaire est pour lui prétexte à se revendiquer comme un être apatride, seulement guidé par ses intérêts propres, et non par un quelconque orgueil patriotique.
Très vite, en effet, après une enfance turbulente, Estebanillo se lance sur les routes d’Europe, élargissant considérablement le territoire exploré par la littérature picaresque antérieure. Si Lazarillo et le Buscón se cantonnaient à la Castille, tandis que Guzmán de Alfarache voyageait jusqu’à l’Italie (familière pour les Espagnols du début du XVIIe siècle), Estebanillo, lui, parcourt presque toute l’Europe actuelle. Seul un quart du roman est consacré aux séjours en Espagne ou au Portugal. Pour le reste, il passe de l’Italie péninsulaire à la Sicile puis à la Méditerranée Orientale, traverse la France, le Saint-Empire romain germanique, jusqu’à Vienne et Prague, les Pays-Bas espagnols (l’actuelle Belgique), fait brièvement escale en un port anglais, et atteint même la Pologne et les confins de l’actuelle Russie, en Lituanie. Notre pícaro est donc apparemment indifférent aux conflits politiques et religieux qui déchirent le continent au cours de la guerre de Trente Ans.
Au cours de ses pérégrinations, on peut discerner deux étapes. Lors des six premiers livres, Estebanillo se consacre à des activités picaresques traditionnelles : il se met brièvement au service de plusieurs maîtres dont il trahit rapidement la confiance, se livre à divers petits métiers et méfaits, se déguise en faux pèlerin, etc. Comme les autres pícaros, il est alors sans attaches, solitaire et mobile, aux marges de la société. Puis, après une période de transition (livres VI-VII), où il suit les armées des Habsbourg sur les champs de bataille allemands, vendant aux troupes des victuailles douteuses et les charmes de sa servante-concubine, il s’attache définitivement au service de grands personnages, adoptant le statut de bouffon, et secondairement, de messager (livres VII-XIII). En revêtant une livrée de serviteur, il sacrifie donc sa liberté  dans l’espoir d’atteindre un certain confort matériel. Simple pícaro au début du récit, le bouffon est donc devenu courtisan. La question, pour les lecteurs, est de savoir s’il a renoncé ou non à son autonomie initiale, s’il a mis sa verve au seul service de ses maîtres, ou s’il prétend rester libre, voire irrévérencieux. Cette question, celle de la vision du monde proposée par Estebanillo, est l’une des plus débattues désormais par les critiques.

## Réception de l’œuvre
C'est en tant qu'autobiographie divertissante qu’a été perçu le récit par ses premiers lecteurs. Rédigeant l’approbation de la seconde édition du livre, publiée à Madrid en 1652, le grand dramaturge Calderón de la Barca écrit ainsi : "Por mandado de V.A. he visto un libro intitulado el entretenido, en que su autor, Estebanillo González, hombre de placer y chocarrero, cuenta graciosamente los discursos de su vida…" ("Sur l'ordre de Votre Altesse, j'ai vu un livre intitulé "L'amusant", où l'auteur, Estebanillo González, homme cocasse et drôle, raconte plaisamment le  parcours de sa vie".)
Plusieurs indices attestent de la réception favorable dont a joui le livre parmi les lecteurs des XVIIe et XVIIIe siècles. Ses 14 éditions au cours de cette période placent l’Estebanillo González  à la hauteur du Guzmán de Alfarache (1599-1604) de Mateo Alemán, et devant l’anonyme Lazarillo de Tormes (1554) et le Buscón (1626) de Quevedo. Par ailleurs, le texte a plusieurs fois été repris par d’autres auteurs. Ainsi, en France, Le Sage en intègre certains épisodes dans son Gil Blas de Santillane (1715-1735), et propose même une version (et non une traduction) du récit, adapté au goût français, dans l’Histoire d’Estévanille González, surnommé le garçon de bonne humeur (1734). 
Néanmoins, face à l’intérêt du public immédiat, la réception d’Estebanillo González s’est restreinte depuis le XIXe siècle à des milieux érudits. Adoptant le présupposé que le récit était autobiographique, les quelques critiques littéraires s’y intéressant en ont longtemps ignoré la valeur littéraire, ne considérant presque que sa valeur documentaire. Le livre était ainsi lu, peu ou prou, comme un témoignage historique sur la période agitée que constituait la première moitié du XVIIe siècle. 
Cette posture positiviste aurait pu être renforcée par la découverte successive de nombreux documents attestant l’existence d’un Stefaniglio ou Stefanillo, concernant notamment son origine galicienne, l’activité de son père comme peintre à Rome ou sa présence aux côtés de Piccolomini.

## La question de l’auteur et du genre
Dans la lignée de la picaresque, le livre se présente comme une autobiographie réelle. À en croire les déclarations du narrateur, l’auteur serait un bouffon, ou “gentilhombre de la bufa”, ayant servi des maîtres aussi prestigieux qu’Ottavio Piccolomini, un des principaux généraux de la guerre de Trente Ans ou le Cardinal-Infant, Don Ferdinand d'Autriche (1609-1641), frère de Philippe IV d'Espagne. Si le bouffon Estebanillo relate sa vie, c’est que, voyant approcher sa vieillesse et souffrant de la goutte, il souhaiterait se retirer à Naples y ouvrir une maison de jeux, imitant à sa manière la retraite de Charles Quint à Yuste. Par ce livre, il affirme vouloir divertir la noblesse des Pays-Bas espagnols, pour lui laisser un souvenir de lui, certes, mais aussi pour obtenir un soutien financier lui permettant de mener à bien son projet.
En réalité, il est fort peu probable que l’auteur d’Estebanillo González soit le bouffon lui-même. Le premier, Marcel Bataillon eut l’intuition que l’œuvre constituait une supercherie littéraire très soignée. Selon lui, l’auteur réel devait être un proche du général Piccolomini, qui aurait emprunté les détails biographiques du bouffon pour rédiger une plaisanterie courtisane. Bataillon proposait même un nom d’auteur possible, celui d’un capitaine italien, Gerónimo de Bran.
Si le problème a été posé dans des termes très précis par Bataillon, la critique actuelle penche désormais pour une autre solution. En se basant sur des rapprochements de type stylistique et historique, Antonio Carreira et Jesús Antonio Cid, les derniers éditeurs du texte, ont identifié de façon presque incontestable que l’Estebanillo González a été rédigé par un greffier originaire de Málaga, Gabriel de la Vega,  également auteur de satires anti-françaises (la Sátira contra los monsiures de Francia, le Coloquio entre el rey de Francia y Rochelí et La batalla que tuvo el príncipe Tomás al pasar la ribera de Soma y retirada de noche del Conde de Suayson), ainsi que de poèmes épiques portant sur des épisodes des guerres de Flandres (le Libro de la Feliz Vitoria, édité à Anvers en 1640, et La feliz campaña y  los dichosos progressos que tuvieron las Armas de su Magestad Católica el Rey Don Phelipe quarto en estos Payses Bajos el anño de 1642, publié à Bruxelles en 1643). Selon eux, le roman aurait été composé à l’instigation de Piccolomini, à des fins de propagande. 
Traversant une situation délicate à la tête des armées des Pays-Bas espagnols, le général italien aurait commandé une œuvre rappelant ses mérites, et le dédouanant de ses échecs. La suite des campagnes militaire étant catastrophique pour l’Espagne, cette tentative promotionnelle aurait certainement eu un effet nul. 
Mais le livre ne se réduisant pas à cette dimension anecdotique, il présente encore de nombreux intérêts pour le lecteur actuel.

## Problèmes d’interprétation posés par le roman
Estebanillo González n’est donc pas une autobiographie, mais un roman. Et c’est avant tout comme une œuvre littéraire qu’il doit désormais retenir l’attention des lecteurs. Si, comme l’estiment certains, ce roman revitalise le genre picaresque décadent, cela peut se justifier par plusieurs facteurs. La liste qui suit n'est évidemment pas exhaustive.
Le roman fait interagir deux genres littéraires, le roman picaresque (dont il reconnaît explicitement l’existence en citant le Lazarillo, le Guzmán et le Buscón comme émules qu’il surpasserait par sa prétendue véracité) et la littérature des fous ou bouffonesque (illustrée notamment par Francesillo de Zúñiga, bouffon de Charles Quint ou par Antón de Montoro). Ces deux pratiques littéraires impliquant l’adoption de formes, de contenus et de postures discursives spécifiques, leur interaction donne une dynamique certaine au récit.
Par ailleurs, plus que ses prédécesseurs, contemporains des œuvres de Cervantès, ce roman picaresque a intégré le recours à l’humour comme procédé permettant d’appréhender le monde avec des nuances, en conjuguant sympathie et distance.
Parmi les qualités de ce roman, on peut encore citer la présence d’un dialogisme constant. Le récit n’impose pas une façon unique de voir le monde, il fait dialoguer plusieurs voix, plusieurs visions du monde. Ainsi, dans le discours du narrateur lui-même, il existe une tension entre deux voix (au moins): celle, explicite, d’un bouffon apatride, qui raille le patriotisme, l’héroïsme militaire, certains aspects de la société espagnole et européenne ; et celle, implicite, de l’auteur, Gabriel de la Vega  qui, dans ses autres œuvres, se fait le chantre de la couronne espagnole, de la noblesse et de l’héroïsme guerrier. Etablir s’il existe ou non une vision du monde, une idéologie cohérente dans le discours du narrateur, reste donc une question ouverte. 
Outre ces zones d’interrogations, l’un des intérêts les plus évidents du roman est la vigueur et la drôlerie de son style. Le récit de la bataille de Nördlingen  (1634), par exemple (livre VI), est un véritable morceau de bravoure. 
Afin de relancer l’intérêt des lecteurs actuels pour cette œuvre, le romancier Juan Goytisolo est même allé jusqu’à affirmer qu’Estebanillo Gónzález était « le meilleur roman du XVIIe, si l’on excepte, évidemment, le Quichotte ».